# Nikolaj Buhalov
Nikolaj Petkov Buhalov (bugarski:  Николай Петков Бухалов, Karlovo 20. ožujka 1967.) je najuspješniji bugarski 
kanuist na mirnim vodama u povijesti.
Najviše se natjecao u C-1 kanu jednokleku, iako je osvajao medalje na Svjetskim prvenstvima i u C-4 kanu četvercu.
Natjecao se na četiri Olimpijske igre te je osvojio tri medalje. Najuspješnija Olimpijada mu je bila u Barceloni 1992., gdje je osvojio dvije zlatne medalje u disciplinama   C-1 500 m i C-1 500 m. Jednu brončanu madalju osvojio je na Olimpijadi u Seoulu 1988.
Osim toga osvojio je trinaest odličja na ICF kanu sprint Svjetskom prvenstvu od čega pet zlatnih medalja (C-1 200 m: 1994., 1995; C-1 500 m: 1993., 1994., 1995.), tri srebrene (C-1 500 m: 1991., C-1 1000 m: 1991., 1994.),  i pet brončanih (C-1 500 m: 1986., C-4 500 m: 1990., C-4 1000 m. 1989., 1990., 1991.) .
Posljednju zlatnu medalju u karijeri osvojio je na Europskom prvenstvu 1997. godine u bugarskom Plovdivu, u utrci C-1 500 m. Dobio je nagradu za najboljeg bugarskog sportaša 1992. godine.

## Vanjske poveznice
- Profil na databaseOlympics.com